# Hesperantha ballii
Hesperantha ballii är en irisväxtart som beskrevs av Hiram Wild. Hesperantha ballii ingår i släktet Hesperantha och familjen irisväxter. Inga underarter finns listade i Catalogue of Life.